# Hang Ferenc
Hang Ferenc (Hangel Ferenc, Buda, 1836. március 27. – Székesfehérvár, 1913. december 3.) ügyvéd, főszentszéki ügyész, műfordító.

## Élete
A gimnázium első három osztályát Kalocsán, a negyediket Budán, az ötödiket és hatodikot Pesten, míg a hetediket Szegeden, a nyolcadikat pedig Kolozsvárott (mint nevelő) végezte. 1854 és 1859 között jogot hallgatott a pesti és a bécsi egyetemeken. Két évi ügyvédi gyakorlat után 1861-ben Pest megyei esküdtté választották; 9 hónap múlva leköszönt. 1862-ben ügyvédi oklevelet szerzett Pesten és mint gyakorló ügyvéd Kalocsán telepedett le. Hangel családi nevét 1867-hen változtatta Hangra.
Németből és franciából fordított beszédjei megjelentek a Magyar Néplapban (1857), a Nővilágban (1858-59. ifj. Alexandre Dumas után), a Hölgyfutárban (1859-63. L. Mühlbach, id. és ifj. Alexandre Dumas után), a Divatcsarnokban (1862. Poe Edgard után); a Pesti Napló (1874) mutatványt közölt «A Dunán» c. kalauz-könyvéből, az Alföldben (1883. Az ezeregyéj egyik kertje, Edgar Allan Poe után), a Szegedi Híradóban (1885. Szegedi emlékek.)

## Munkái
- Egy galamb története. Tört. regény, Dumas Sándor után francziából ford. Kalocsa, 1858 (Bereczk Bélával együtt.)
- Cecilia. Regény, Dumas S. után ford. Kalocsa, 1858. (Bereczk Bélával együtt.)
- Paulina, regény, Dumas S. után ford. Pest, 1860. (Bereczk Bélával együtt.)
- Egy szerelmi kaland. Dumas S. után ford. Pest, 1860. (Bereczk Bélával együtt.)
- Ifj. Dumas S. érdekesb novellái. Ford. Kalocsa, 1861.
- A regens leánya, regény, id. Dumas S. után ford. Pest. 1862. Három kötet. (Külföldi regénycsarnok 1-3.)
- Poe Edgár érdekesb novelláiból, ford. Pest, 1862.
- Érdekes novella-gyűjtemény. Az angol, franczia és német irodalom jelesebb műveiből ford. Kalocsa, 1862. Három kötet.
- A három testőr, id. Dumas S. után ford. Pest, 1862-63. Hat kötet. (Külföldi regénycsarnok 4-8.)
- A kaméliás hölgy, ifj. Dumas S. után ford. Pest, 1863.
- Egy tengerész kalandjai, ford. id. Dumas S. után. Pest, 1864.
- Edmund és cousinja, Kock Pál után ford. Pest, 1864.
- Novellák, Mühlbach Luiza után németből ford. Pest, 1864.
- Varrótű emlékiratai. Kalocsa, 1871. (Humorisztikus beszélygyűjtemény).
- VIII. Henrik hat házassága. Argis Gyula után ford. Pest, 1872.
- Utazók könyvtára. Pest, 1872. 3 kötet.
- A törvényszéki teremből. Hazai és külföldi bűnesetek és fenyítő pörök gyűjteménye. Bpest, 1874.
- Utazás a holdba. Pfaal Hans csodálatos kalandjai. Ford. Bpest, 1877.
- Csodálatos történetek. Ford. Bpest, 1878.
- Roget Mari titokteljes kimulása. Poe Edgár után ford. Bpest, 1878.
- Mária Antoinette és fia. Mühlbach Luiza után. Vácz, 1879. Hat kötet.
- Kalocsai szellemi omnibus. Följegyzések a város ötvenéves multjából, annak kiválóbb férfiairól és eseményeiről. Kalocsa, 1885.
- A törvényszék drámái. Bűnügyi elbeszélések, Temme után ford. Szeged, 1885.
- Magyar Pitaval. Szeged, 1884. Két kötet.
- Kalocsai Szellemi Omnibusz. Újabb folyam. Kalocsa, 1897.

Szerkesztette a Sárközi Árvízkönyvet (Kalocsa, 1862., Ábrahámffy Jánossal és Mennyey Józseffel együtt); a Kalocsai Lapokat alapította és szerkesztette 1871. július 2-től 1872. április 28-ig.